# Doller (Mulhouse)
Pour les articles homonymes, voir Doller (homonymie).
Le quartier de La Doller est un quartier de Mulhouse intra muros, dans le département du Haut-Rhin, en région Grand Est. Il est situé au nord et à l'ouest du Péricentre et à l'Est du Brustlein.

## Situation
Le quartier se situe au sud de la gare Nord.

## Toponymie
Il tient son nom de la rivière appelée la Doller, réservoir en eau de la région de Mulhouse alimentant en eau 200 000 habitants de cinquante communes dont une partie de l'agglomération mulhousienne.

## Description
La Doller est un quartier ayant un passé industriel, il se compose de la cité Glück, et de la maison de la Céramique. Il a un parc de logement diversifié et est en reconversion sur les activités tertiaires et le commerciales.